# Гнаровська сільська рада
Гнаровська сільська рада — сільська рада  в північно-західній частині Вільнянського району Запорізької області з адміністративним центром у селі Гнаровське.

## Загальні відомості
Площа території — 3,648 тис. га.
Кількість населення — 1284 чол.
На заході території з півночі на південь проходить траса Москва — Сімферополь.

## Населені пункти
Сільській раді підпорядковані населені пункти:
- с. Гнаровське
- с. Жовтневе

## Склад ради
Рада складається з 16 депутатів та голови.

### Керівний склад ради
| ПІБ                              | Основні відомості                                                 | Дата обрання | Дата звільнення |
| -------------------------------- | ----------------------------------------------------------------- | ------------ | --------------- |
| Онопко Ірина Іванівна            | Сільський голова, 1965 року народження, освіта, позапартійна      | 26.03.2006   | 31.10.2010      |
| Доновський Олександр Миколайович | Сільський голова, 1970 року народження, освіта вища, безпартійний | 31.10.2010   |                 |

Примітка: таблиця складена за даними джерела